# Galium belizianum
Galium belizianum là một loài thực vật có hoa trong họ Thiến thảo. Loài này được Ortega Oliv., Devesa & Rodr.Riaño mô tả khoa học đầu tiên năm 2004.